# Lomjansguten (roman)
Lomjansguten är en roman från 2014 av den svenske författaren Lars Andersson. Den handlar om spelmannen Per Jönsson Lumiainen (1816–1875), känd som Lomjansguten. Romanen utspelar sig när den åldrade och lungsjuke Lomjansguten återvänder till Värmlands finnskog. Han ser febrigt tillbaka på sitt liv som ung spelman i Värmland, som orkesterviolinist i Norge efter att ha upptäckts av Ole Bull, samt på resande fot i Norrland, långt från sin familj och med ett destruktivt leverne.
Boken gavs ut av Albert Bonniers förlag med stöd från Statens kulturråd. En teaterpjäs som bygger på boken sattes upp på Västanå teater under sommaren 2015.

## Mottagande
Svenska Dagbladets Mats Gellerfelt skrev: "Det vilar en magisk realism à la Latinamerika över projektet, och sämre förebild kan man onekligen ha. ... Som alltid hos Andersson doftar poesin, doftar skogarna och sjöarna på ett närmast innerligt vis. Det är en glädje att ta del av en sådan prosa. Denna roman är komprimerad, men innehållet har en förmåga att växa sida efter sida." Tomas Löthman skrev i Tidningen Kulturen: "Boken domineras av den magiska föreställningsvärlden där väl också den sagolike spelmannens förmåga är förankrad. Stillsamt men obevekligt växer dock fram en motbild: hur han prövar sin lycka i borgerlig kristianiamiljö och en teaterorkester men vantrivs alltmer av att 'traggla en repertoar' och i sitt nit att försörja familjen blir restaurangmusiker men också flottare i tre omgångar i Norrland, sista vändan sju år. Lars Anderssons textvärldar växer ur varann fullständig organiskt, språket gnistrar och glimmar."